# Letnie Grand Prix w skokach narciarskich 2005
Letnie Grand Prix w skokach narciarskich 2005 – 12. edycja Letniego Grand Prix, która rozpoczęła się 6 sierpnia 2005 roku w Hinterzarten, a zakończyła 11 września 2005 w Hakubie. Rozegrano 9 konkursów - 8 indywidualnych oraz 1 drużynowy.

## Zwycięzcy

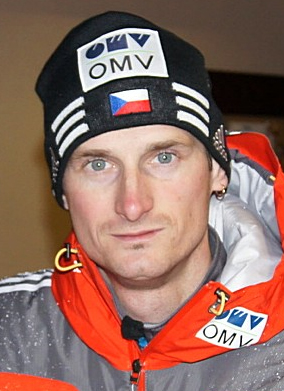
Jakub Janda, zwycięzca Letniego Grand Prix 2005
Reprezentacja Austrii, zdobywcy Pucharu Narodów

## Kalendarz i wyniki
| Lp.                                           | Data                                          | Miejscowość                                   | HS                                            | Uwagi                                         | 1. miejsce                                                                     | 2. miejsce                                                                         | 3. miejsce                                                                               |
| --------------------------------------------- | --------------------------------------------- | --------------------------------------------- | --------------------------------------------- | --------------------------------------------- | ------------------------------------------------------------------------------ | ---------------------------------------------------------------------------------- | ---------------------------------------------------------------------------------------- |
| 1.                                            | 6 sierpnia 2005                               | Hinterzarten                                  | HS-108                                        | druż.                                         | Niemcy 1. Michael Uhrmann 2. Michael Neumayer 3. Alexander Herr 4. Georg Späth | Finlandia 1. Janne Ahonen 2. Matti Hautamäki 3. Juha-Matti Ruuskanen 4. Tami Kiuru | Austria 1. Thomas Morgenstern 2. Wolfgang Loitzl 3. Andreas Widhölzl 4. Martin Höllwarth |
| 2.                                            | 7 sierpnia 2005                               | Hinterzarten                                  | HS-108                                        | –                                             | Wolfgang Loitzl                                                                | Janne Ahonen                                                                       | Thomas Morgenstern                                                                       |
| 3.                                            | 13 sierpnia 2005                              | Einsiedeln                                    | HS-117                                        | –                                             | Robert Kranjec                                                                 | Janne Happonen                                                                     | Jakub Janda                                                                              |
| 4.                                            | 14 sierpnia 2005                              | Courchevel                                    | HS-132                                        | –                                             | Thomas Morgenstern                                                             | Michael Neumayer                                                                   | Wolfgang Loitzl                                                                          |
| 5.                                            | 27 sierpnia 2005                              | Zakopane                                      | HS-134                                        | nocny                                         | Jakub Janda                                                                    | Thomas Morgenstern                                                                 | Wolfgang Loitzl                                                                          |
| 6.                                            | 31 sierpnia 2005                              | Predazzo                                      | HS-134                                        | nocny                                         | Jakub Janda                                                                    | Andreas Küttel                                                                     | Wolfgang Loitzl                                                                          |
| 7.                                            | 3 września 2005                               | Bischofshofen                                 | HS-140                                        | –                                             | Andreas Küttel                                                                 | Jakub Janda                                                                        | Michael Uhrmann                                                                          |
| 8.                                            | 10 września 2005                              | Hakuba                                        | HS-131                                        | nocny                                         | Jakub Janda                                                                    | Janne Happonen                                                                     | Thomas Morgenstern                                                                       |
| 9.                                            | 11 września 2005                              | Hakuba                                        | HS-131                                        | –                                             | Jakub Janda                                                                    | Wolfgang Loitzl Thomas Morgenstern                                                 | –                                                                                        |
| Letnie Grand Prix 2005 – klasyfikacja końcowa | Letnie Grand Prix 2005 – klasyfikacja końcowa | Letnie Grand Prix 2005 – klasyfikacja końcowa | Letnie Grand Prix 2005 – klasyfikacja końcowa | Letnie Grand Prix 2005 – klasyfikacja końcowa | Jakub Janda                                                                    | Wolfgang Loitzl                                                                    | Thomas Morgenstern                                                                       |

## Klasyfikacje

### Klasyfikacja indywidualna
Stan po zakończeniu LGP 2005
| Miejsce | Zawodnik           | Punkty |
| ------- | ------------------ | ------ |
| 1.      | Jakub Janda        | 606    |
| 2.      | Wolfgang Loitzl    | 470    |
| 3.      | Thomas Morgenstern | 466    |
| 4.      | Andreas Küttel     | 297    |
| 5.      | Janne Happonen     | 270    |
| 6.      | Jan Matura         | 242    |
| 7.      | Andreas Kofler     | 200    |
| 8.      | Robert Kranjec     | 184    |
| 9.      | Georg Späth        | 180    |
| 10.     | Michael Neumayer   | 169    |
| ...     |                    |        |

### Klasyfikacja drużynowa
Stan po zakończeniu LGP 2005
| Miejsce | Reprezentacja     | Punkty |
| ------- | ----------------- | ------ |
| 1.      | Austria           | 1623   |
| 2.      | Czechy            | 1029   |
| 3.      | Niemcy            | 1020   |
| 4.      | Finlandia         | 897    |
| 5.      | Słowenia          | 664    |
| 6.      | Szwajcaria        | 649    |
| 7.      | Rosja             | 614    |
| 8.      | Polska            | 453    |
| 9.      | Japonia           | 212    |
| 10.     | Norwegia          | 170    |
| 11.     | Słowacja          | 82     |
| 12.     | Francja           | 57     |
| 13.     | Stany Zjednoczone | 36     |
| 14.     | Kazachstan        | 27     |
| 15.     | Kanada            | 21     |
| 16.     | Włochy            | 13     |
| 17.     | Korea Południowa  | 10     |
| 18.     | Białoruś          | 5      |